# The Satanic Temple
The Satanic Temple (v překladu Satanský Chrám, zkráceně TST) je neteistická náboženská skupina založená ve Spojených státech. TST je v USA osvobozen od daní. Mají Kapitoly (státní satanistické celky) všude po světě, z toho v 16 amerických státech, 1 v Austrálii a 1 v Kanadě. Skupina používá satanské symboly v boji za rovnost, sociální spravedlnost a oddělení církve od státu. Jejich stanoveným posláním je „povzbudit laskavost a empatii mezi všemi lidmi“.
Koncem roku 2024 byl the Satanic Temple označen jako „nežádoucí organizace“ v Rusku.

## Vznik

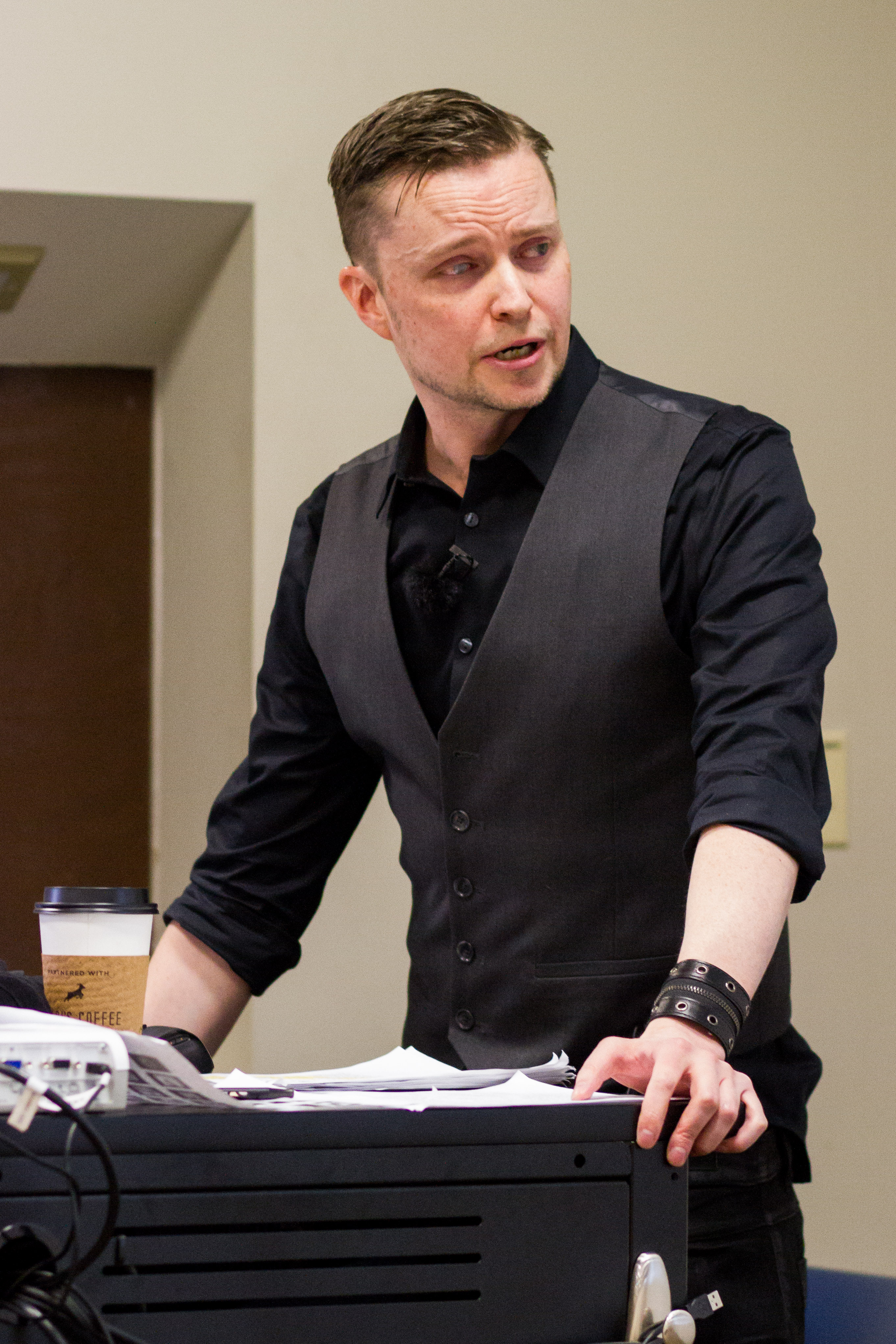
Spoluzakladatel skupiny Lucien Greaves v roce 2016

The Satanic Temple vznikl v roce 2013 a dle slov jeho tvůrců vznik skupiny ovlivnila atmosféra okolo vlády prezidenta Bushe. Velký narůst členů se také konal po zvolení Donalda Trumpa prezidentem. Skupinu spoluzakládali mluvčí organizace Lucien Greaves a Malcolm Jarry. TST ve svých veřejných kampaních využívá satiru, divadelní zápletky, humor, ale také přímé právní kroky, aby „vzbudil pozornost a přiměl lidi, aby přehodnotili své vnímání“, a „zdůraznil náboženské pokrytectví a zásahy do náboženské svobody“.

## Aktivity
Organizace se aktivně podílí na veřejných akcích se zaměřením na oddělení církve a státu a použití satiry proti křesťanským právním výsadám, která podle TST zasahují do osobní náboženské svobody. The Satanic Temple podporuje LGBT manželství a práva trans-lidí. Protože skupina považuje nedotknutelnost těla za klíčovou doktrínu, považuje také všechna omezení potratů, včetně povinných čekacích dob, za porušení práv satanistů na praktikování jejich náboženství.

## Víra
The Satanic Temple nevěří v nadpřirozeného satana. TST používá literárního satana jako metaforu k podpoře pragmatického skepticismu, racionální reciprocity, osobní autonomie a zvědavosti. Satan je tedy používán jako symbol představující „věčný rebel“ proti svévolným autoritám a sociálním normám.

## Základní zásady (Fundamental tenets)
The satanic temple má 7 základních zásad:
1. Jeden by se měl snažit jednat se soucitem a empatií ke všem tvorům v souladu s rozumem.
2. Boj za spravedlnost je trvalým a nezbytným úsilím, které by mělo převládat nad zákony a institucemi.
3. Tělo člověka je nedotknutelné, podléhá pouze jeho vlastní vůli.
4. Měly by být respektovány svobody ostatních, včetně svobody urážet. Vědomě a neprávem zasahovat do svobod druhého znamená vzdát se svého.
5. Víra by měla odpovídat nejlepšímu vědeckému porozumění světa. Člověk by měl dbát na to, aby nikdy nezkresloval vědecká fakta tak, aby odpovídala jeho přesvědčení.
6. Lidé jsou omylní. Pokud někdo udělá chybu, měl by se snažit ji napravit a vyřešit jakoukoli škodu, která by mohla být způsobena.
7. Každá zásada je vůdčím principem, který má inspirovat ušlechtilost v konání a myšlení. Duch soucitu, moudrosti a spravedlnosti by měl vždy převládat nad psaným nebo mluveným slovem.

## Svátky
V TST se slaví 5 satanistických svátků. 15.2 Lupercalia , 30.4 Hexenacht, 25.7 Unveiling Day, 31.10. Halloween, 25.12 Sol Invictus.